# 罗森-西协议
罗森-西协议（俄语： 日语：）是一份于1898年4月25日日本东京，由俄罗斯帝国外交大臣罗曼·罗森和日本外務大臣西德二郎签涉及朝鲜半岛争议的协议。该协议取代罗拔诺甫-山县协议，将朝鲜半岛划为日本的势力范围，而中国东北被日本默认为俄国的势力范围。